# Бун (округ, Айова)
Шаблон:StateAbbr_ 42°02′11″ пн. ш. 93°55′56″ зх. д. / 42.036388888889° пн. ш. 93.932222222222° зх. д.
Округ  Бун (англ. Boone County) — округ (графство) у штаті  Айова, США. Ідентифікатор округу 19015.

## Історія
Округ утворений 1846 року.

## Демографія
За даними перепису 
2000 року 
загальне населення округу становило 26224 осіб, зокрема міського населення було 12645, а сільського — 13579.
Серед мешканців округу чоловіків було 12837, а жінок — 13387. В окрузі було 10374 домогосподарства, 7135 родин, які мешкали в 10968 будинках.
Середній розмір родини становив 2,95.
Віковий розподіл населення поданий у таблиці:
| Стать    | До 15 років | 15-21 | 22-29 | 30-39 | 40-49 | 50-65 | 65-85 | Понад 85 |
| -------- | ----------- | ----- | ----- | ----- | ----- | ----- | ----- | -------- |
| Чоловіки | 2714        | 1379  | 1154  | 1733  | 2128  | 2016  | 1528  | 185      |
| Жінки    | 2573        | 1178  | 1163  | 1792  | 2056  | 2043  | 2016  | 566      |

## Суміжні округи
- Гамільтон — північ і північний схід
- Даллас — південь
- Сторі — схід
- Полк — південь і південний схід
- Грін — захід
- Вебстер — північ і північний захід

## Виноски
1. ↑  U.S. Decennial Census. US Census Bureau. Архів оригіналу за 26 квітня 2015. Процитовано 13 липня 2014.
2. ↑  Historical Census Browser. University of Virginia Library. Архів оригіналу за 11 серпня 2012. Процитовано 13 липня 2014.
3. ↑  Population of Counties by Decennial Census: 1900 to 1990. US Census Bureau. Архів оригіналу за 22 квітня 2014. Процитовано 13 липня 2014.
4. ↑  Census 2000 PHC-T-4. Ranking Tables for Counties: 1990 and 2000 (PDF). US Census Bureau. Архів оригіналу (PDF) за 18 грудня 2014. Процитовано 13 липня 2014.
5. ↑  State & County QuickFacts. United States Census Bureau. Архів оригіналу за 3 січня 2016. Процитовано 13 липня 2014.(англ.) Наведено за англійською вікіпедією.
6. ↑  American FactFinder. Бюро перепису населення США. Архів оригіналу за 26 лютого 2012. Процитовано 31 січня 2008. [Архівовано 2008-05-21 у Wayback Machine.]

| США | Це незавершена стаття з географії США. Ви можете допомогти проєкту, виправивши або дописавши її. |